# Museo multimediale del regno d'Arborea
Il MudA - Museo Multimediale del Regno d'Arborea è un museo che si trova a Las Plassas, in Sardegna.
Il museo espone i reperti medioevali del Castello di Marmilla e utilizza tecnologie multimediali immersive  .
Il MudA è stato realizzato dal Comune di Las Plassas in collaborazione con l’Istituto di Storia dell’Europa Mediterranea del CNR. Realizzato in una casa campidanese ottocentesca (casa Diana), è stato ideato dall'équipe scientifica composta dallo storico Giovanni Serreli (ISEM CNR) e dagli archeologi Giorgio Franco Murru, Gabriella Uccheddu e Francesca Carrada.